# Benamegís
Benamegís o Benamejís fue un lugar cercano a Señera, en la provincia de Valencia (Comunidad Valenciana, España).
Su origen parece estar en una alquería andalusí que fue señorío de los Sanç de Játiva y acabó siendo cabeza del marquesado de Benamegís y de su rectoría morisca, que incluía a la iglesia de Señera. El marquesado contaba con 47 vecinos en 1572 y 54 en 1609, año en que tuvo lugar la expulsión de los moriscos. El territorio quedó totalmente despoblado y solo se repobló Señera (en 1611), por lo que hoy día no queda apenas constancia de la población.